# 熊牛原野
熊牛原野（くまうしげんや）は、北海道・釧路支庁管内の川上郡にある地名である。現在の川上郡標茶町と、川上郡弟子屈町にまたがり、両町に熊牛原野の名がある。

## 概要
広大な酪農地帯と丘からなる地で、国道391号と釧網本線が南北に通り、車窓からは酪農家の飼育する牛が多く見られる。国道東側には小高い丘が横に連なる。
両町にまたがる一帯には牧場や農地が点在している。その他、標茶町側は磯分内駅周辺に、酪農関係の大規模な工場や出荷基地があり、民家や商店、飲食店も集まり、小学校や郵便局もある小規模な市街地が形成されている。磯分内駅周辺より南側も、国道391号沿道に飲食店や民家が少数点在している。弟子屈町側は、牧場等がまばらに点在するほかは、ペンションが数軒ある。
1885年に現在の塘路に熊牛村外四ヶ村戸長役場が置かれ、1923年に現在の標茶町区域が熊牛村となった。弟子屈町によれば、熊牛原野は、1888年に入植した更科治郎が1904年に農家として初めて酪農を始めた地であり、以来町内に酪農が広まったという。
1956年（昭和31年）1月に熊牛地区の一部が標茶町から弟子屈町に分割されたことで両町に跨る地名となった。

### 地名の由来
アイヌ語で「物干し棚・多くある・処」を意味する「クマウㇱイ（kuma-us-i）」に由来し、アイヌ語研究者の山田秀三は「魚が多く捕れた処なので魚乾しの棚が多く並んでいた処であろう」と推察している。熊牛という地名は、ほかに釧路管内浜中町、十勝管内清水町など道内各地に見られる。

## 施設
- 国道391号
- 北海道道424号磯分内停車場線
- 北海道道1040号弟子屈熊牛原野線

標茶町
- JR北海道釧網本線 磯分内駅
- 雪印メグミルク磯分内工場
- ホクレン釧路クーラーステーション
- 標茶町磯分内公民館・磯分内酪農センター
- 磯分内郵便局
- 標茶町立磯分内小学校
- 磯分内神社

弟子屈町
- 熊牛温泉
- 南弟子屈神社

## 出身著名人
- 更科源蔵(1904－1985） - 詩人、アイヌ文化研究家。弟子屈町字熊牛原野の生まれ。
- 高橋惠子 - 標茶町熊牛原野番外地出身。
- ワッキー - 標茶町熊牛原野番外地出身。

## 関連図書
- 「釧路国川上郡熊牛原野区画図」
- 「熊牛原野　北海道の荒野に敗れるまで」 更科源蔵